# Spathius philodemus
Spathius philodemus är en stekelart som beskrevs av Nixon 1943. Spathius philodemus ingår i släktet Spathius och familjen bracksteklar. Inga underarter finns listade i Catalogue of Life.